# پلاسمولیز
پلاسمولیز (به انگلیسی: Plasmolysis) کنش وارون آماسیدگی است.

یاخته گیاهی در سه حالت پلاسمولیز، خنثی (دو محلول با غلظت برابر) و آماسیدگی.

هنگامی که واکوئل‌ها آب خود را از دست می‌دهند و فشار آماسیدگی کاهش می‌یابد، سلول‌ها  پروتوپلاست انبساط خود را از دست داده و دیگر قادر به وارد کردن فشار بر روی نیستند بنابرین حالت چروکیده به خود می گیرند. در نتیجه، دیواره سخت سلول که متورم شده بود، سفتی خود را از دست داده و پژمرده یا خم می‌شوند که حتی با آبیاری فراوان هم قابل جبران نیست. اگر دیر به ابیاری دست برده شود 
آماسیدگی برای گیاهان خیلی مهم است چون که بخش‌های سبز گیاه را در برابر نور خورشید مقاوم می‌سازد. هنگامی که سلول گیاهی در محلول‌های غلیظ قندی قرار می‌گیرند از طریق فرایند اسمز آب از دست می‌دهند و چروکیده می‌شوند. اگر سلول‌های گیاهی در محلول‌های غلیظ قرار داده و زیر میکروسکوپ دیده شوند، مشاهده خواهد گردید که اندازه سلول‌ها کوچک شده و از دیوارهٔ سلولی فاصله می‌گیرند که گفته می‌شود آنها پلاسمولیزه هستند. پلاسمولیز فقط در شرایط استثنایی رخ می‌دهد.
همچنین پلاسمولیز بر خلاف تورژسانس انجام می گیرد اگرچه هردو برگشت پذیرند. 